# David Belasco

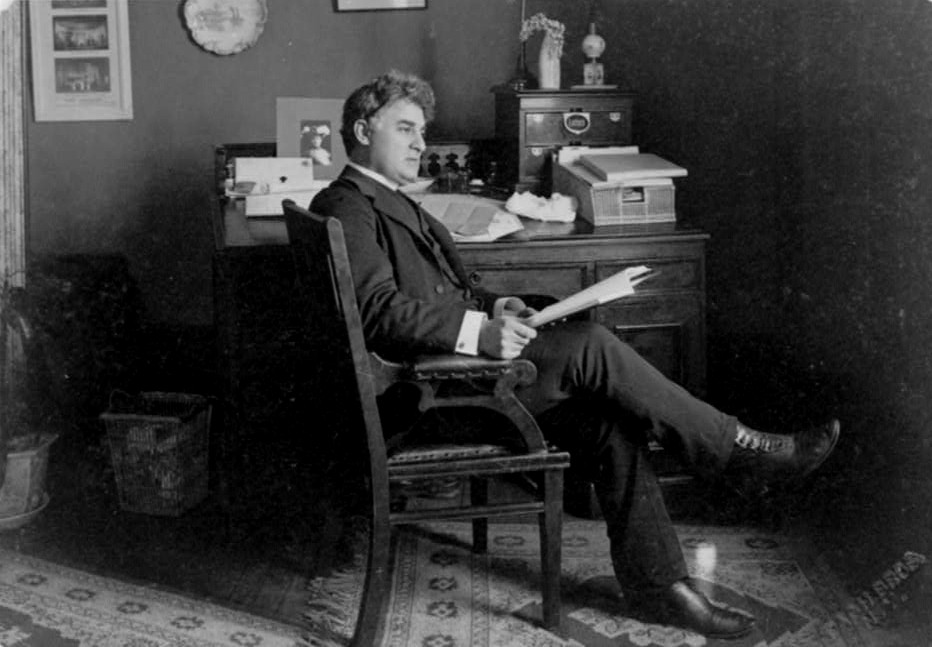
David Belasco

David Belasco (San Francisco, 25 juli 1853 — New York, 14 mei 1931) was een Amerikaans scenarioschrijver, impresario, regisseur en theaterproducent.
Nadat Belasco ervaring had opgedaan in het theater van San Francisco, vertrok hij in 1882 naar New York. Hier werd hij manager van het Madison Square Theater. Ondertussen schreef hij scripts. In 1895 was hij uitgegroeid tot een van de succesvolste theaterpersonen. Hij werd een onafhankelijke producent en zorgde bij meerdere acteurs voor hun doorbraak.
Belasco schreef tussen 1884 en 1930 meer dan 100 toneelstukken en kreeg de eretitel "The Bishop of Broadway".
- Bibsys: 90222077
- Biblioteca Nacional de España: XX1319418
- Bibliothèque nationale de France: cb13050910d (data)
- Catàleg d'autoritats de noms i títols de Catalunya: 981058520560806706
- CiNii: DA04049409
- Gemeinsame Normdatei: 118657984
- International Standard Name Identifier: 0000 0001 2103 446X
- Library of Congress Control Number: n50006483
- MusicBrainz: e40acb18-fdf6-494b-9c45-9d834d91055b
- Bibliotheek van het Japanse parlement: 00551514
- Nationale Bibliotheek van Tsjechië: ola2002152453
- Nationale bibliotheek van Australië: 35016765
- Nationale Bibliotheek van Israël: 987007258480205171
- Nationale en Universitaire bibliotheek Zagreb: 000458202
- Nederlandse Thesaurus van Auteursnamen: 070220735
- Réseau des bibliothèques de Suisse occidentale: 02-A002986137
- Istituto Centrale per il Catalogo Unico: SBLV253244
- SNAC: w63j3bdx
- Système universitaire de documentation: 067036368
- Trove: 791568
- Virtual International Authority File: 100917861
- WorldCat: E39PBJpdKH7qKWj9gm7Tf9kdQq